# Blue Monk
Blue Monk, standard jazz scritto da Thelonious Monk, è diventato uno dei suoi brani più duraturi. Blues in Si bemolle, registrato per la prima volta il 22 settembre 1954 per l’album "Thelonious Monk Trio", fu composto prendendo in prestito una parte della melodia di “Pastel blue” di Charlie Shavers. Insieme a “Round midnight” costituisce la composizione più registrata da Monk, a cui piaceva così tanto al punto di considerarlo uno dei suoi brani preferiti in assoluto. 